# Pasquale Del Vecchio
Pasquale Del Vecchio (Manfredonia, 17 marzo 1965) è un fumettista italiano.
Inizia a lavorare nel fumetto collaborando con la rivista "1984" e con Il Giornalino. Nel 1991 disegna insieme a Davide Toffolo Memphis Blue per le pagine di Cyborg, una storia scritta da Daniele Brolli.
Successivamente viene contattato dalla Sergio Bonelli Editore che gli commissiona una storia per Zona X mai pubblicata. L'esordio ufficiale per l'editore di via Buonarroti avviene nel 1993 sulle pagine di Nick Raider e due anni dopo disegna una nuova storia per Zona X. In seguito Del Vecchio entra nello staff di Napoleone e alla chiusura della serie approda tra i disegnatori di Tex.
Le sue prime tavole dedicate al ranger saranno quelle incluse nella storia intitolata Soldi sporchi (albi n. 561 e 562), su sceneggiatura di Claudio Nizzi.